# Manto Mavrogenous
Manto Mavrogenous (grško Μαντώ Μαυρογένους), junakinja v grški vojni za neodvisnost,Vse svoje bogastvo je dala vojni za neodvisnost. Na njeno pobudo so njeni znanci darovali denar in puške za revolucijo.

## Zgodnje življenje
Manto Mavrogenous se je rodil v Trstu. Bila je hči trgovca in člana Filiki Eteria, Nikolaosa Mavrogenousa in Zacharatie Chatzi Bati. Eden od njenih prednikov, stric njenega očeta, Nicholas Mavrogenous, je bil dragoman flote in princ Vlaške.
Lepa ženska plemenitega rodu je odraščala v izobraženi družini, na katero je vplivala doba razsvetljenstva. Na tržaškem kolegiju je študirala starogrško filozofijo in zgodovino; tekoče je govorila francosko, italijansko in turško.

## Vojna za neodvisnost
Leta 1809 se je z družino preselila na Paros, kjer je od očeta izvedela, da Filiki Eteria pripravlja gibanje, ki je kasneje postalo znano kot grška revolucija; kasneje, po očetovi smrti leta 1818, se je preselila na otok Tinos . Ob začetku bojev je odšla na Mikonos, otok njenih prednikov, in povabila voditelje Mikonosa, da se pridružijo revoluciji.
Na lastne stroške je opremila, posadila in "zasebno zaposlila" dve ladji, s katerimi je zasledovala pirate, ki so napadali Mikonos in druge otoke v Kikladih. 22. oktobra 1822 so Mikonci pod njenim vodstvom odbili Osmanske Turke, ki so pristali na otoku. Opremila je tudi 150 mož za boje na Peloponezu in poslala sile in finančno podporo Samosu, ko so otok ogrožali Turki. Kasneje je Mavrogenous poslala na Peloponez še en oddelek petdesetih mož, ki so sodelovali v obleganju Tripolitsa in padcu mesta v roke grških upornikov. S svojim denarjem je podpirala vojake in njihove družine  ter več filhelenov, poleg tega pripravo na pohod v Severno Grčijo.
Pozneje je postavila pokonci floto šestih ladij in šestnajstih pehotnih čet  po petdeset prostovoljcev, ki so sodelovali v bitki na Karystosu leta 1822; finančno je podprla kampanjo na Chios, pokola pa ji ni uspelo preprečiti. Druga skupina petdesetih borcev je bila poslana kot okrepitev Nikitarasu v bitki pri Dervenakiji . Ko se je osmanska flota pojavila na Kikladih, se je vrnila na Tinos in prodala svoj nakit, da nakupi opremo 200 mož za boj s sovražnikom, in se posvetila dva tisoč ljudem, ki so preživeli prvo obleganje Missolonghija. Njeni možje so sodelovali v več drugih bitkah, kot so bile bitke pri Pelionu, Fthiotisu in Livadeiji.
Mavrogenous je šla na razsvetljevalno potovanje po Evropi in na se obrnila na prebivalke Pariza s pozivom, naj se postavijo na stran Grkov. Leta 1823 se je preselila v Nafplio, da bi bila v središču boja, družino pa je zapustila, saj jo je zaradi njenih odločitev zavrgla celo njena lastna mati. V tem času je Mavrogenous spoznala Demetriusa Ypsilantija, s katerim se je kmalu zaročila. Kmalu je po Evropi postala znana njena lepota in pogumnost. Toda maja istega leta so njen dom požgali do tal in ji pokradli premoženje, tako da je odšla v Tripoli živeti z Ypsilantijem, medtem ko je Papaflessas skrbel z njeno hrano.
Njeni zaroki z Ypsilantijem je nasprotovalo več močnih politikov, ki so zvezo dveh močnih družin s proruskimi nagnjenji videli kot grožnjo. Glavni njihov nasprotnik v Grčiji je bil Ioannis Kolettis, ki je vodil uspešen napad na zaroko. Po zaroki se je vrnila v Nafplio, kjer je živela globoko potrta, v revščini, ne da bi dobila nazaj denar, ki ga je dala za različne bitke. Po Ypsilantijevi smrti in ostrih političnih spopadih z Ioannisom Kolettisom jso jo izgnali iz Nafplia. Vrnila se je Mikonos, kjer se je ukvarjala s pisanjem svojih spominov.
Ko se je vojna končala, ji je Ioannis Kapodistrias podelil čin generalpodpolkovnika in ji podelil stanovanje v Nafpliu, kamor se je preselila. Imela je dragocen meč z napisom "Δίκασον Κύριε τους αδικούντας με, τους πολεμούντας με, βασίλευε των Βασιλευε των Βασιλευε των Βασιλευε των Βασιλευε τον", prevedeno:"Gospod,  sodi tiste, ki me krivijo, ki me napadajo, vladar nad kralji". Meč naj bi bil iz časov Konstantina Velikega in Mavrogenous ga je dala Kapodistriji.

## Kasnejša leta
Mavrogenous se je leta 1840 preselila na Paros, kjer so živeli nekateri njeni sorodniki; živela in umrla je v hiši, ki je še vedno v zasebni lasti. Nahaja se v bližini cerkve Device Marije (Panagia Ekatontapyliani), ki jo je po izročilu dala graditi sveta Helena, mati Konstantina Velikega. Mavrogenous je umrla na Parosu julija 1848, sama in obubožana, potem ko je porabila vse svoje premoženje za boj za osamosvojitev.

## Zapuščina
Glavni trg v glavnem mestu Mikonos se ponaša z njenim doprsnim kipom in  nosi njeno ime. Njeno ime je dobil tudi glavni trg v pristaniškem mestu Paroikia na Parosu. Grčija je to junakinjo počastila tako, da je po njej poimenovala več ulic po državi. Grška vlada je v njeno čast izdala več spominskih kovancev. O njenem življenju so tudi posneli film z naslovom Manto Mavrogenous (1971), v katerem jo je upodobila Tzeni Karezi.
Podobo Manto Mavrogenous je najti na hrbtni strani grškega kovanca za dve drahmi 1988–2001.

## Svojci
Manto ima sorodnike v družini Mavrogenous / Delicari.